# Niewolnica miłości (film 1923)
Niewolnica miłości – polski film fabularny z 1923 roku.
W głównej roli wystąpiła Jadwiga Smosarska, największa gwiazda polskiego kina w okresie dwudziestolecia międzywojennego.

## Fabuła
Bronka, młoda kochanka herszta bandytów, na jego polecenie ma wziąć udział w planowanym napadzie na bogatego ziemianina. Jednak dziewczyna zakochuje się w arystokracie i ostrzega go przed niebezpieczeństwem. Wdzięczny mężczyzna zaprasza Bronkę na wieś do swoich posiadłości. Bandyci udają się w ślad za nimi i dokonują napadu. Bronka ginie, osłaniając dziedzica własnym ciałem.

## Obsada
- Jadwiga Smosarska – Bronka
- Feliks Parnell – apasz „Czarny"
- Hanka Ordonówna
- Józef Węgrzyn – szlachcic Halski
- Antoni Fertner
- Leon Łuszczewski
- Maria Brydzińska
- Stefan Jaracz
- Józef Chmieliński
- Aleksander Zelwerowicz
- Paweł Owerłło
- Józef Śliwicki